# Jean Bourilly
Jean Bourilly, né le 1er mai 1911 à Marseille et mort le 27 novembre 1971, à Paris, est un universitaire français, spécialiste de littérature polonaise.

## Biographie
Il exerce les fonctions de directeur de l'Institut français de Cracovie de 1946 à son arrestation par l'Urząd Bezpieczeństwa (UB) (police politique), le 13 décembre 1949. Il revient de 1957 à 1959 en Pologne comme attaché culturel à l'Ambassade et (formellement) directeur de l'Institut français de Varsovie dont les activités sont suspendues.
Il dirige la chaire de polonais de la Sorbonne (faculté des lettres et sciences humaines, puis université Paris IV) de 1961 (année de sa création) à son décès prématuré en 1971.
Il traduit en français de nombreuses œuvres littéraires (Kochanowski, Słowacki, Mickiewicz, Krasiński, Norwid)

## Prix et distinctions
- 1960 : prix du PEN Club polonais pour ses traductions de Juliusz Słowacki

## Biographie
- Jean Bourilly, Będę żył miłością innych, (traduit en polonais par Krystyna Horodyska), Znak, 1948
- Jean Bourilly, La jeunesse de Jules Slowacki 1809-1833 : La vie et les œuvres, Nizet, 1960
- coll., Guide Chopin illustré :  Chronique de la vie de Chopin. Liste chronologique de ses œuvres. Dates essentielles. Les principaux concerts. Choix de bibliographie. Guide de Żelazowa Wola, Brochów et du château Ostrogski. préface de Jerzy Broszkiewicz, traduit par Jean Bourilly et Janine Kasinska, Varsovie, 1960
- Guide bleu Pologne, Hachette[7]
- Jean Bourilly, Anhelli in Revue des sciences humaines, no 102, avril-juin 1961. N° spécial : Hommage à Jules Slowacki (1809-1849). Librairie José Corti, 1961
- Cyprian Kamil Norwid, Lumières du Royaume, traduction de Christophe Jezewski, Jean Bourilly, Paul Cazin et al., Saint-Benoît-du-Sault, Éditions bénédictines, 2001.
- Mélanges offerts à la mémoire de Jean Bourilly, Revue de littérature comparée, janvier-juin 1976